# Саперави
Сапера́ви (груз. საფერავი, буквально «оцветитель, придающий цвет») — технический (винный) сорт чёрного винограда позднего созревания, происходящий из Кахетии. Наиболее распространённый сорт чёрного технического винограда на территории Грузии, России и ряда других республик бывшего СССР. Используется для производства красных вин — как сортовых, так и купажных.
Особенность саперави в том, что благодаря высокому содержанию антоцианов окрашена не только кожица, но и мякоть ягод. Соответственно, саперави (в отличие от подавляющего большинства сортов чёрного технического винограда) даёт окрашенный сок. Это один из немногих сортов-красильщиков, из которых вырабатываются моносортовые вина.

## Описание сорта
Лист средней величины, округлый или яйцевидный, 3-, 5-лопастный или почти цельный с приподнятыми краями. Черешковая выемка открытая, сводчатая или лировидная. Опушение нижней поверхности виноградного листа густое, паутинистое. Цветок обоеполый. Гроздь средней величины, ширококоническая, ветвистая, рыхлая, ножка грозди до 4,5 см, травянистая.
Саперави хорошо растёт и плодоносит на разных типах почв. Сорт относительно холодоустойчив, хотя зимостойкость его ниже, чем у белого винограда ркацители. Засухоустойчивость сравнительно высокая. Устойчивость Саперави к мильдью и оидиуму слабая, в дождливую погоду ягоды поражаются серой гнилью. Менее других сортов винограда повреждается гроздевой листовёрткой.
Ягода средней величины, овальная, тёмно-синяя, с густым восковым налётом, мякоть сочная, кожица тонкая, прочная. Сок слабо окрашен, что исключает выработку из саперави белых вин.

## Распространение и применение
В Грузии считается, что самый ароматный саперави происходит из региона Рача-Лечхуми. Ароматика грузинских вин из саперави варьируется от «черносливово-перечной основательности Кварели до элегантной малины Напареули и засахаренных фиалок Болниси». За пределами Грузии сорт широко культивируется в России, Болгарии, Армении, Молдавии, Румынии, Украине, Азербайджане. Изредка встречается также в Узбекистане, Австралии, американском штате Нью-Йорк. 

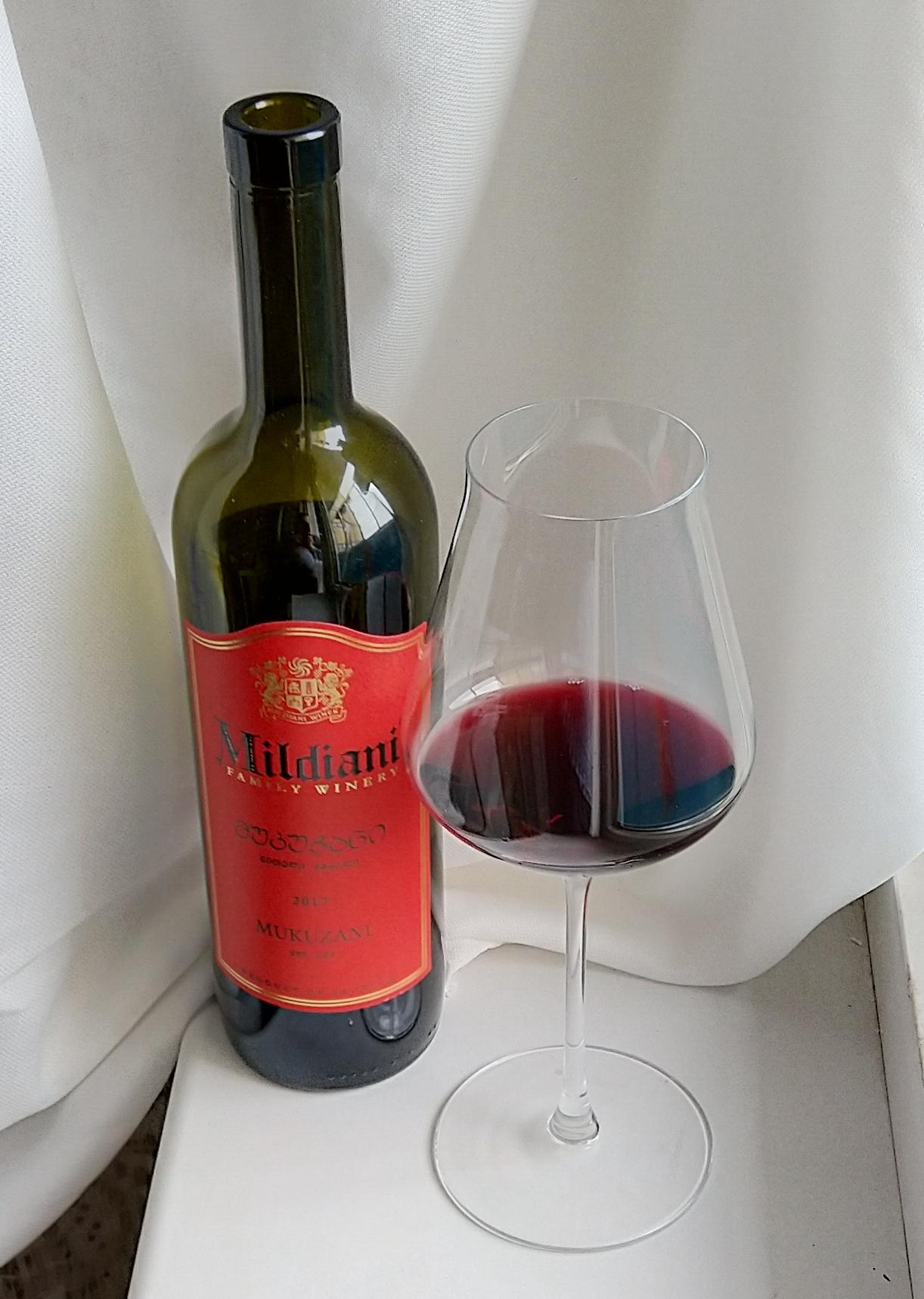
Сухое грузинское вино из саперави

Служит основой для столовых, десертных и креплёных вин, которые пригодны для долгого (до 30 лет) хранения, хотя на родине саперави выдержка старше 12 лет почти не практикуется. Ввиду высокого содержания в сортовых винах алкоголя, а также их кислотности (особенно выраженной, когда виноград выращен в недостаточно жарком климате) виноматериалы из саперави часто смешивают с виноматериалами, полученными из других сортов (см. купажирование).
Саперави часто даёт не только кисловатые, но и груботанинные вина, во избежание чего необходима малолактическая обработка виноматериалов, которая при высоком уровне алкоголя затруднительна. Бытует мнение, что саперави относится к «капризным» сортам, из которых непросто получить хорошее вино. В частности, для сбора урожая важно точно выбрать момент зрелости ягод — иначе в вине выступят либо зелёные, либо «уваренные» тона.
Из саперави производятся многие из самых распространённых красных вин Грузии — как сухие (Мукузани, Напареули), так и полусладкие (Киндзмараули, Ахашени). Также виноматериалы из саперави входят в состав купажных вин Апсны (Абхазия) и Негру де Пуркарь (Молдавия). У сортовых вин густой бордовый цвет, не пропускающий лучи солнца. 

## Потомки
Саперави успешно привлекался для генетической селекции в странах бывшего СССР, Румынии и Германии. В Рейнгау с ним работал доктор Гельмут Беккер. В Крыму из Саперави были выведены новые сорта — Бастардо Магарачский, Рубиновый Магарача, Изобильный, Джалита, в Новочеркасске — Саперави северный. Последний обладает особенно сильной морозоустойчивостью, без труда переносит засушливые периоды, но быстро чахнет при воздействии частых дождей.
Существует также вариация саперави под названием будешури (будешурисебури) с тонкокожими ягодами продолговатой формы, которые созревают раньше, чем обычный саперави, и считаются более ароматными.